# Religião em São Tomé e Príncipe
A religião em São Tomé e Príncipe é bem diversa, sendo um resultado direto das diferentes culturas presentes no país. A Constituição prevê liberdade de consciência, religião e culto, com o estado sendo laico. Grupos religiosos devem ser registrados em órgãos governamentais. A maioria da população professa o cristianismo. Os principais grupos religiosos são os cristãos, com 72,6% da população (55,7% católicos, 4,1% adventistas, 3,4% Assembléia de Deus, 1,86% Testemunhas de Jeová e 7,54% outros cristãos), com outras religiões representando 6,2% da população e 21,2% agnósticos ou ateus. Dessa forma a Igreja Adventista do Sétimo Dia é a maior denominação protestante do país com mais de 8.000 membros.  Segundo outras fontes, 85% são católicos, 12% são protestantes e menos de 2% são muçulmanos.

## História
Em 1469, marinheiros portugueses descobriram uma ilha deserta no Golfo da Guiné perto do equador, que foi chamada de São Tomé. Em 17 de janeiro de 1472, foi descoberta a ilha vizinha, que passou a ser chamada de Ilha do Príncipe. O estabelecimento na ilha de São Tomé começou em 1493, quando Álvaro de Caminha recebeu a ilha do rei João II. Durante a Inquisição judeus portugueses foram enviados para a ilha, como condenados ou imigrantes. Caminha recebeu um privilégio especial de comprar escravos para o desenvolvimento da ilha. A Ilha do Príncipe foi habitada de maneira semelhante em 1500. Os portugueses espalharam o catolicismo, sendo a primeira religião das ilhas. Em 31 de janeiro de 1533, o Papa Clemente VII criou o bispado de São Tomé e Príncipe, cuja jurisdição se estendeu aos católicos de Angola e Moçambique de 1534 até 1842. Em 1960, havia 2.888 protestantes, 9.888 pagãos e 56.000 católicos nas ilhas. Depois de conquistar a independência em 12 de julho de 1975, foi anunciado que o catolicismo era a religião do estado, as outras religiões foram banidas. Em 1990, a liberdade de religião foi declarada. Na última década, a imigração de muçulmanos da Nigéria e Camarões se intensificou.

## Religiões

### Cristianismo

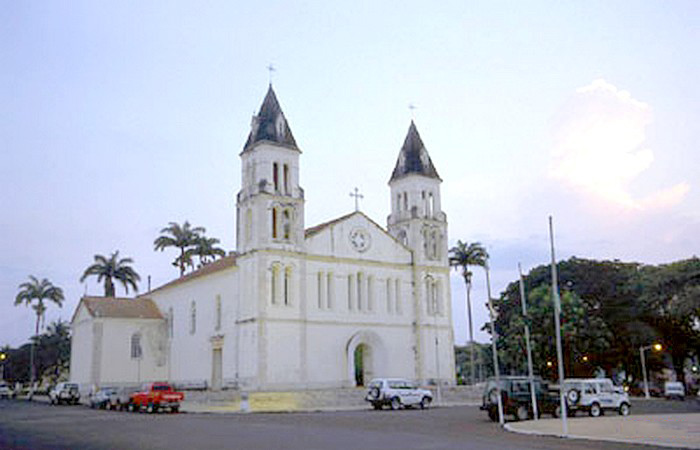
Catedral de São Tomé

Segundo o relatório da CIA em 2012, a parcela de cristãos é de 72%. A maior direção do cristianismo no país é o catolicismo. Em 2000, havia 45 igrejas e locais de culto cristão em São Tomé e Príncipe, pertencentes a 19 denominações cristãs diferentes.. Em 2023 a Igreja Adventista do Sétimo Dia é a maior denominação protestante do país com mais de 8.000 membros e mais de 70 congregações segundo dados da própria igreja. 
A Soberana Ordem Militar Ecumênica dos Hospitalários de São João de Jerusalém e os Cavaleiros de Rodes estão operando ativamente nas ilhas.

### Crenças Tradicionais
Após o início da colonização de São Tomé e Príncipe pelos portugueses, foram trazidos escravos negros do continente africano para trabalhar nas plantações nas ilhas. Eles trouxeram cultos e crenças tradicionais africanos para São Tomé e Príncipe. Animismo, Totemismo e culto aos ancestrais são comuns nas ilhas. Em combinação com o catolicismo, isso levou ao surgimento de várias religiões sincréticas.

### Judaísmo
Em 1493, D. João II, depois de as separar dos pais e as mandar baptizar, deportou para São Tomé 2.000 crianças judias, com idades entre os 2 e os 10 anos, para que povoassem a ilha. Dessas 2.000 só 600 sobreviveriam, passados cinco anos. As restantes sucumbiram de fome, sede, falta de abrigo e vítimas de animais selvagens.
Apesar dos esforços dos padres católicos, algumas das crianças mantiveram-se fiéis ao judaísmo. Os descendentes das crianças judias continuaram a viver na ilha. Alguns costumes e tradições judaicas foram adoptados pela cultura crioula das ilhas. No início do século XVII, o bispo católico de São Tomé, Pedro da Cunha Lobo, queixava-se do "problema do judaísmo" na ilha. No século XX, houve um certo influxo de comerciantes judeus envolvidos na venda de cacau e açúcar. Alguns deles estão enterrados nos cemitérios de São Tomé e Príncipe. Segundo o Pew Research Center, o número de judeus em São Tomé e Príncipe é de 0,1% da população deste país.

### Islamismo
A comunidade muçulmana é pequena, mas vem aumentando nos últimos anos. O número de muçulmanos em São Tomé e Príncipe varia de 1% a 2% da população. Estes são principalmente migrantes da Nigéria, Camarões e outros países africanos.

### Outras religiões
Em São Tomé e Príncipe, uma crença de origem melanésia se faz presente. Os seguidores deste culto compõem 2,9% da população das ilhas. Pequenos grupos de budistas e hindus , descendentes de imigrantes da Índia e da China, compõem 0,1% da população.